# Университет короля Сауда
Университе́т короля́ Сау́да — государственный университет в Эр-Рияде, Саудовская Аравия. Основан 6 ноября 1957 году королём Саудом ибн Абдульазизом как второй университет в Королевстве Саудовская Аравия после университета Умм аль-Кура в Мекке. Университет был создан, чтобы покрыть дефицит квалифицированных рабочих в Саудовской Аравии. Университет короля Сауда является вторым университетом в мире по площади, и правительство Королевства выделяет на его обеспечение из бюджета около 1 % ежегодно.

## История университета
Создание первого университета Саудовской Аравии стало ответом на образовательные и профессиональные потребности молодой нации. Король Абдулазиз стал королем в 1932 году, и начал закладывать основы для модернизации своей страны и создание системы образования. В 1953 году король Сауд, старший сын Абдулазиз, вступил на трон после смерти своего отца, и учредил Совет Министров и Министерства образования.

## Директора
| Директор                        | от   | до                    |
| ------------------------------- | ---- | --------------------- |
| Ахмад бин Мухаммад Аль Дубайб   | 1990 | 1995                  |
| Абдулла бин Мухаммад аль-Фейсал | 1995 | 2007                  |
| Абдулла Аль-Отман               | 2007 | 2012                  |
| Бадран Аль-Омар                 | 2012 | до настоящего времени |